# Svájc sportélete
Svájc sportélete hagyományosan a téli sportokon alapul, ám ma minden lényeges sportágban fejlett mind a tömegsport, mind az élsport az országban. Svájc a sportdiplomácia kiemelkedő állama, számos nemzetközi sportszövetség székhelye az országban található.

## Labdarúgás
A labdarúgás a legnépszerűbb csapatsport Svájcban. 280 000 játékos szerepel 1500 sportegyesület 11 200 csapatában.[forrás?]
A nemzeti labdarúgó-válogatott (Schweizer Nati) legjobb eredménye a világbajnokságokon a negyeddöntő volt (1934, 1938, 1954). A csapat az 1924-es párizsi olimpiai játékokon ezüstérmet szerzett.

## Télisportok

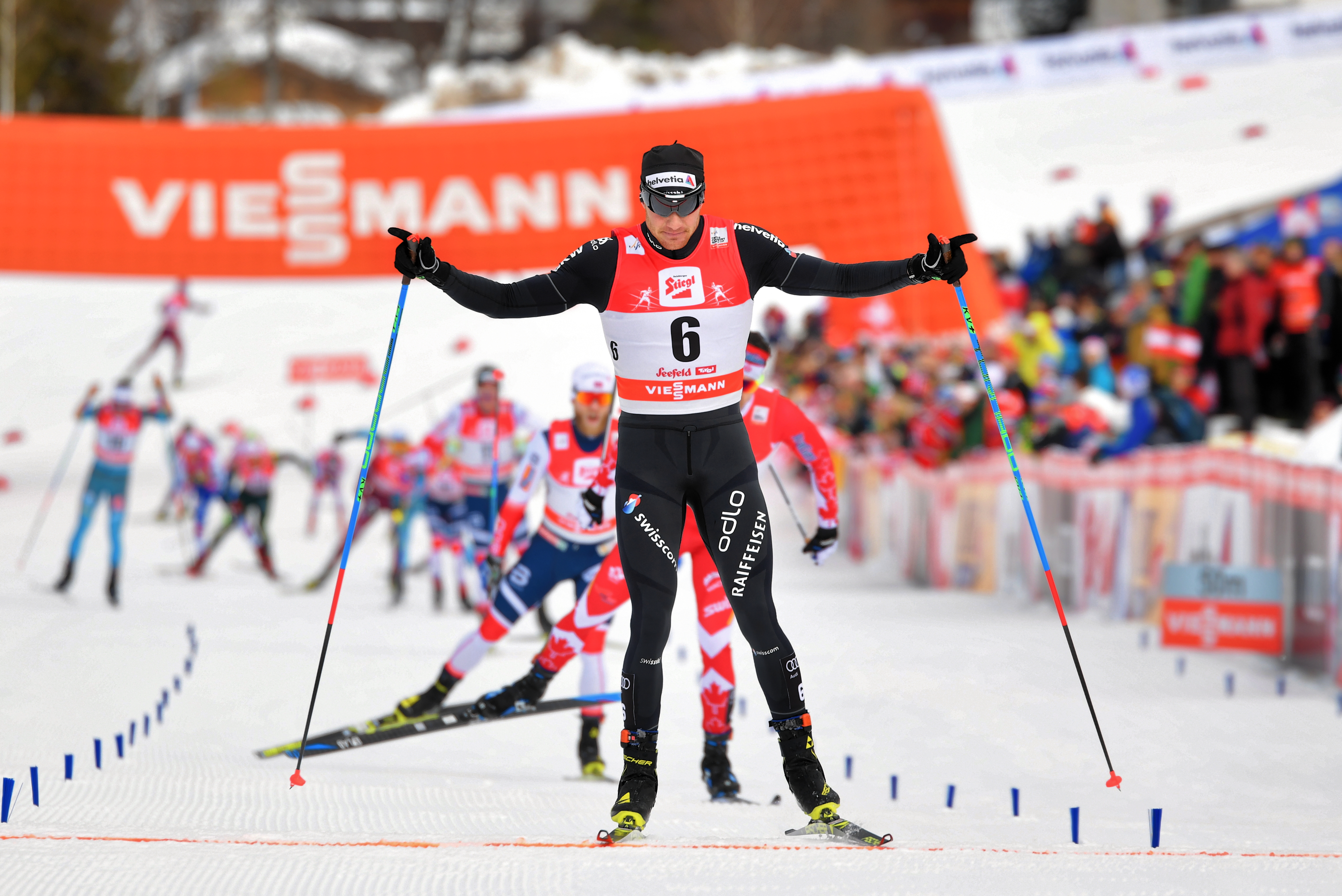
Dario Cologna a 15 km-es sífutás startján

Svájc hagyományos téli sportot űző nemzet. A többség szinte mindennap kirándul a hegyekbe.[forrás?] Az Alpokban síelni, snowboardozni és szánkózni lehet.
A fő területek e sportágakban Közép-Svájc.
Stéphane Lambiel kétszeres világbajnok (2005-2006), olimpiai ezüstérmes (2006), hétszeres nemzeti bajnok műkorcsolyázó. Híres kreatív és látványos forgásairól.

## Nyár
Nyáron kedvelt időtöltés a kirándulás, úszás, kerékpározás és labdarúgás.[forrás?]
Az országban több alpesi tó és folyó van ez a vadvízi evezésnek, horgászatnak kedvez.

## Kézilabda
A kézilabda 29 000 igazolt versenyzővel a 3. legnépszerűbb csapatsport az országban.[forrás?]

## Élsport
A svájci sportolók számos sportágban élvonalbeliek: cselgáncs, curling, bob, tenisz, hódeszka, triatlon.
A svájciak a televízióban Formula–1-et, síelést és teniszt néznek.[forrás?]

### Tenisz
Az utóbbi évtizedekben Martina Hingis és Roger Federer révén Svájc a teniszben aratta legnagyobb nemzetközi sportsikereit.
- Martina Hingis

Korábbi világelső teniszezőnő, összesen 209 hétig vezette a világranglistát. Egyéniben ötszörös Grand Slam-győztes (Ausztrál Open: 1997, 1998, 1999; Wimbledon: 1997, US Open: 1997). A Roland Garroson kétszer is döntőt játszott (1997, 1999). Párosban további kilenc Grand Slam-címet szerzett, és vegyes párosban is diadalmaskodott egyszer. 22 éves korában sérülések miatt visszavonult, de 2006-ban újra versenyezni kezdett, és még abban az évben visszakapaszkodott az élvonalba.
- Roger Federer

Korunk kiemelkedő és egyik legsikeresebb sportolója Roger Federer, jelenlegi világelső, korábban 2004. február 2. és 2008. augusztus 17. között (rekord 237 héten át) folyamatosan vezette az ATP hivatalos világranglistáját. 31 éves korára már tizenhétszeres Grand Slam-győztes, Wimbledonban hétszer (2003-2007, 2009, 2012), a US Openen (2004-2008) ötször, az Ausztrál Openen (2004, 2006, 2007, 2010) négyszer nyert, míg a Roland Garroson – miután 2006-ban, 2007 és 2008-ban döntőt játszott –  2009-ben győzni tudott, és ezzel teljesítette a karrier-Grand Slamet.

Stanislas Wawrinkával párosban olimpiai aranyérmet szerzett Svájcnak a 2008. évi pekingi olimpiai játékokon.

Federer nemcsak sikereivel, hanem karizmatikus személyiségével is kitűnik a világ sportolói közül.

### Vitorlázás
Svájc a vitorlásversenyek világviszonylatban a második helyen áll.[forrás?] 
Az Alinghi svájci vitorlás csapat először 2003-ban nyerte meg – első európai csapatként – a világ legrégibb sportkupáját, az "America's Cup"-ot. 2007-ben megismételte ezt a teljesítményt.

## Svájci székhelyű nemzetközi sportszervezetek
- Olimpiai játékok: Nemzetközi Olimpiai Bizottság (NOB), Lausanne
- Baseball: International Baseball Federation (IBAF), Lausanne
- Hegyi sportok (hegymászás, sítúrázás):  Union Internationale des Associations d'Alpinisme (UIAA), Bern
- Íjászat: Fédération International de Tir à l'Arc (FITA), Lausanne
- Jégkorong: International Ice Hockey Federation (IIHF), Zürich
- Vívás: Fédération Internationale d'Escrime (FIE), Lausanne
- Repülősport: Fédération Aéronautique Internationale (FAI), Lausanne
- Labdarúgás: Fédération Internationale de Football Association (FIFA), Zürich
- Labdarúgás: Union of European Football Associations (UEFA), Nyon.
- Torna: Fédération Internationale de Gymnastique  (FIG), Moutier
- Kézilabda: International Handball Federation (IHF), Bázel
- Motorsport: Fédération Internationale de Motocyclisme, Mies
- Lósport: International Equestrian Federation (FEI), Lausanne
- Kerékpározás: Union Cycliste Internationale (UCI),  Aigle
- Fédération Internationale des Luttes Associées (FILA), Lausanne
- Fédération Internationale des Societes d'Aviron (FISA), Lausanne
- Úszás: Fédération Internationale de Natation Amateur (FINA), Lausanne
- Sísport: Fédération Internationale de Ski (FIS), Oberhofen am Thunersee
- Tánc: International Dance Sport Federation (ISDF), Lausanne
- Asztalitenisz: International Table Tennis Federation (ITTF), Lausanne
- Röplabda: Fédération Internationale de Volleyball (FIVB), Lausanne